# Nicholas Bell
Nicholas Bell (ur. 17 sierpnia 1958 w Huddersfield, Wielka Brytania) – australijski aktor telewizyjny, filmowy i teatralny.
Na dużym ekranie zadebiutował w 1990 roku u boku Maxa von Sydowa w dramacie Ojciec. Najbardziej znany z ról w serialach bardzo popularnych w Australii: Stingers, Satysfakcja, Zagadki kryminalne panny Fisher. W 2000 roku zagrał w światowym hicie filmowym Mission: Impossible II.
Od kilkudziesięciu lat na stałe przebywa w Australii.

## Nagrody i nominacje
- Nominacja – Australijska Akademia Sztuk Filmowych i Telewizyjnych AACTA 2001 – za: najlepszy aktor w serialu dramatycznym, (w serialu The Games)[2]

## Filmografia

### Filmy
| Rok  | Tytuł filmu               | Rola              |
| ---- | ------------------------- | ----------------- |
| 1990 | Ojciec                    | Paul Jamieson     |
| 1991 | Polowanie                 | Piggott           |
| 1993 | Rażące wykroczenie        | Detekty Matthews  |
| 1994 | Na szczęście              | Lekarz Sophie     |
| 1995 | Power Rangers             | Zordon            |
| 1996 | Blask                     | Ben Rosen         |
| 1998 | Mroczne miasto            | Pan Deszcz        |
| 1998 | Zbuntowany klon           | Quinn             |
| 1998 | Zagubione listy           | Peter             |
| 2000 | Mission: Impossible II    | księgowy McCloya  |
| 2000 | Pojedynek na czarną magię | Reverend Thompson |
| 2001 | Na spotkanie śmierci      | Archie Wilson     |
| 2005 | VI Batalion               | Duke              |
| 2005 | Atak szablozębnego        | Niles             |
| 2005 | Dożywocie                 | William Burton    |
| 2010 | Nie bój się ciemności     | psychiatra        |
| 2011 | Kath & Kimderella         | ksiądz            |

### Seriale
| Rok       | Tytuł serialu                   | Rola                       |
| --------- | ------------------------------- | -------------------------- |
| 1962      | Dixon of Dock Green             | Billy (gościnnie)          |
| 1987      | Sprawy inspektora Morse’a       | doktor Swain (gościnnie)   |
| 1989      | Mission: Impossible             | Braun (gościnnie)          |
| 1994–1997 | Dziewczyna z oceanu             | Dr Hellegren               |
| 1998–2000 | Cena życia                      | Oliver Maroney (gościnnie) |
| 1998–2000 | Stingers                        | Bill Hollister             |
| 1998–2000 | The Games                       | Nicholas                   |
| 1999–2002 | Zaginiony świat                 | Edgar Gray (gościnnie)     |
| 2007      | Satysfakcja                     | Alexander                  |
| 2011      | Zagadki kryminalne panny Fisher | Murdoch Foyle              |

### Role teatralne
- Ryszard III – Melbourne Theatre Company, 2010
- Madagaskar – Melbourne Theatre Company, 2010
- The Hypocrite – Melbourne Theatre Company, 2008
- The Great – Sydney Theatre Company, 2008
- The Winterling – Red Stitch Actors Theatre, 2008[3]